# Milagros Ortiz Bosch
Milagros María Ortiz Bosch (23 de agosto de 1936)  es una abogada, empresaria y política dominicana. Ha sido la primera mujer dominicana en alcanzar la vicepresidencia del país, la cual ejerció en el período 2000-2004, junto al expresidente Hipólito Mejía. Fue senadora del Distrito Nacional en dos ocasiones, (1994-1998 y 1998-2000) y Secretaria de Estado de Educación de la República Dominicana.
Fue nuevamente candidata a senadora por el Distrito Nacional del Partido Revolucionario Dominicano (PRD) en las elecciones congresuales y municipales de 2010.

## Biografía
Milagros María Ortiz Bosch, nació en Santo Domingo el 23 de agosto de 1936, hija del banilejo, Virgilio Ortiz Peña (1896–1985) y de la guaricana, Ángela Bosch Gaviño (1911–1984), la cual nació en Cabo Haitiano de padre español y madre española-puertorriqueña aunque Ángela, se criaría en República Dominicana, donde nació su hermano, el expresidente dominicano, Juan Bosch.
Ortiz Bosch se casó con el argentino Joaquín Basanta (Buenos Aires, circa 1918–Cuba, 1990), con quien engendró a su único hijo, el cineasta Juan Basanta. Se dedicó a la política desde muy joven, influenciada por su tío Juan Bosch, llegando a ocupar la vicepresidencia de la República Dominicana para el período 2000-2004, junto al presidente Hipólito Mejía. Fungió brevemente como la presidenta interina durante las ausencias, por motivos de viajes al exterior, del entonces presidente, Hipólito Mejía.
Doctora cum laude en Derecho y con un posgrado en Ciencias Políticas.
Fue la primera mujer electa a la vicepresidencia en la historia de su país, tomando posesión, el 16 de agosto del 2000, junto al expresidente, Hipólito Mejía.

## Política
Sus inicios en la política dominicana fueron con el Partido Revolucionario Dominicano, destacándose en el año 1962 con Ángel Miolán, Nicolás Silfa, entre otras personalidades del partido, en la organización de la Caravana de la Libertad, donde recorrieron diferentes pueblos y ciudades de la República Dominicana, con la consigna de borrón y cuenta nueva.
Fue senadora del Distrito Nacional en los períodos 1994-1998 y 1998-2002. En su primer período como Senadora de la República, fue miembro del Consejo Nacional de la Magistratura, órgano responsable de la elección de los miembros de la Suprema Corte de Justicia. En su segundo período debió entregar la senaduría a José Antonio Najri, para poder asumir las funciones de vicepresidente de la República y Secretaria de Educación del período 2000-2004.
Fue también directora de Promoción Cultural y Relaciones Públicas de la Universidad Autónoma de Santo Domingo, Directora Técnica de la Cámara de Diputados, profesora del posgrado en Ciencias Políticas de la Universidad Nacional Pedro Henríquez Ureña; directora del Carnaval de Santo Domingo; coproductora, junto al doctor José Francisco Peña Gómez, del programa televisivo "Los Dirigentes". Se ha caracterizado por el trabajo en equipo, la dirección gerencial y el desarrollo de liderazgos colectivos.
En el año 2007, Milagros fue a las primarias del Partido Revolucionario Dominicano, apoyada por un grupo de los líderes más antiguos del partido encabezado por Fello Suberví. Perdió frente a su único rival, el ingeniero Miguel Vargas Maldonado, exsecretario de Obras Públicas en la gestión del expresidente Mejía. El resultado en las primarias fue de un 20 % para Ortiz Bosch, y de un 80 % para Vargas Maldonado, postergando la participación de la mujer en la conducción de la nación y la modernización de la Administración Pública, qué orienta a la Corriente Unidos. Después de un momento de inactividad política luego de la derrota en la mencionada convención, Ortiz Bosch se integra a la campaña electoral de quién había sido su rival interno, llegando a dirigir la campaña del Distrito Nacional.
El 10 de julio de 2020, después de las elecciones presidenciales del 5 de julio de ese mismo año, el presidente electo, Luis Abinader, como primera designación de su futuro gobierno, designa a Milagros Ortiz Bosch como responsable de las políticas de transparencia, ética y prevención de la corrupción, en la Dirección de Ética y Transparencia Gubernamental. Estos son los primeros integrantes del gabinete de Abinader

## Impulso en la Senaduría
- La Ley General de Educación.
- Reforma a la Ley Contra la Violencia Intrafamiliar.
- La Ley de Independencia Presupuestaria del Poder Judicial.

## Carrera como Vicepresidente
Durante los cuatro años (2000-2004) en que fue Vicepresidente de la República, ocupó la Secretaría de Estado de Educación, la presidencia del Consejo Nacional de Discapacidad, y por 41 ocasiones ejerció, la presidencia interina de la República ante las salidas y viajes del presidente. Como Secretaria de Estado de Educación le correspondió firmar los contratos de préstamos con el Banco Interamericano de Desarrollo (BID) para establecer los Programas Multifases para la Educación Básica y Media. Ortiz Bosch creó y propició el Plan Estratégico de Desarrollo de la Educación para el período 2003-2012, y puso en funcionamiento las Juntas Descentralizadas de Educación a fin de que éstas se encargaran del mantenimiento de las escuelas.  Bajo su gestión se realizó el primer censo nacional de infraestructura escolar. Se estableció el Concurso Docente como único mecanismo de ingreso a la docencia pública, creó el INAFOCAM y reorganizó las escuelas normales en el Instituto de Educación Salomé Ureña de Henríquez.
Por la eficacia en el proceso de modernización del Estado, la Secretaría de Educación fue declarada partícipe del programa-acuerdo con la Junta Central Electoral (JCE) y la Iglesia Católica, para así llevar a cabo un programa de registro de actas de nacimiento que precedió a la autorización de ingreso a las escuelas de los niños que no poseían esta documentación de identidad.
Dentro de sus mayores aportes se encuentran el establecimiento del software TRANSPARENCIA, que le permitió a los dominicanos y extranjeros conocer mediante la internet todas las acciones de la Secretaría de Estado de Educación (SEE) en materia financiera, incluyendo la nómina pública, las compras, licitaciones, entre otras.
En las diferentes ocasiones en que ocupó la presidencia interina, tuvo que tomar decisiones de trascendencia como lo fue la destitución del entonces director del Bienes Nacionales, Víctor Tió, acusado de corrupción, el encarcelamiento del cónsul dominicano en Cabo Haitiano, mediar en el Instituto Agrario Dominicano ante el secuestro temporal de uno de sus ejecutivos, entre otras medidas.
| Predecesor: Jaime David Fernández Mirabal | Vicepresidenta de la República Dominicana 2000–2004                | Sucesor: Rafael Alburquerque     |
| Predecesor: Ligia Amada Melo De Cardona   | Ministra de Educación 2000-2004                                    | Sucesor: Alejandrina Germán      |
| Predecesor: Lidio Cadet                   | Directora General de Ética y Transparencia Gubernamental 2020–2024 | Sucesor: Actualmente en el cargo |